# Auskleidung
Auskleidungen dienen dazu, die Oberflächeneigenschaften von Bauteilen zu verändern. Ziel ist es, entweder den Korrosionsschutz oder Verschleißschutz zu erhöhen oder aber das Fließen von Schüttgütern zu vereinfachen.

## Auskleidungsverfahren
Auskleidungen sind nicht mit Beschichtungen zu verwechseln, die zum Beispiel durch Sprühen aufgebracht werden. Bei Auskleidungen werden in der Regel Platten oder Folien eingebracht. Je nach Auskleidungsmaterial werden verschiedene Befestigungsmethoden gewählt. Dabei wird zwischen chemischer und mechanischer Befestigung unterschieden.
Chemische Befestigungsmethoden sind Kleben und Vulkanisieren; mechanische Befestigungsmethoden sind Schrauben, Nieten, Klemmen und Schweißen.

## Korrosionsfeste Auskleidungen
Korrosionsfeste Auskleidungen werden dort eingesetzt, wo Beschichtungen und Lackierungen nicht genügen. Das ist besonders in der chemischen Industrie in Gaswäschern und Reaktoren der Fall. Die verwendeten Materialien müssen eine höhere chemische Beständigkeit aufweisen als die Materialien, aus denen die Bauteile gefertigt sind. Zudem muss es möglich sein, die Materialien flüssig- und gasdicht aufzubringen. Das wird durch Verschweißen der Stoßnähte der Auskleidungsplatten erreicht.
Verwendete Materialien: Fluorkunststoffe, z. B. Perfluoralkoxylalkan (PFA); nickelbasierte Metalllegierungen z. B. Monel, Hastelloy, Inconel

## Verschleißfeste Auskleidungen
Ziel ist es, den Verschleiß in Bauteilen zu minimieren. Das erfolgt z. B. in Rutschen und Schütten in der Baustoffindustrie.
Verwendete Materialien: Polyurethan (PUR), Keramiken, verschleißfeste Stähle

## Flussförderung
Wenn Güter in Silos, Bunkern oder Rutschen nicht abtransportiert werden können, kann durch eine Auskleidung Abhilfe geschaffen werden. So werden z. B. Kohlebunker in Kraftwerken ausgekleidet. Hier ist es wichtig, dass die Kohle gleichmäßig vom Bunker in den Brenner befördert werden kann. Ein Festsetzen der Kohle würde zu einer Störung führen. 
Dazu wird ultrahochmolekulares Polyethylen (UHMW-PE) verwendet, wie z. B. FlexLine oder Tivar88.